# 존 메이올 & 더 블루스브레이커스
존 메이올 & 더 블루스브레이커스(John Mayall & the Bluesbreakers)는 OBE, 가수, 작곡가, 멀티인스트루멘탈리스트 존 메이올이 이끄는 영국의 블루스 록 밴드였다. 블루스브레이커스의 가장 큰 유산은 라디오 친화적인 히트곡은 결코 제작하지 않지만, 영국의 록과 블루스 음악가들을 위한 인큐베이터로서의 것이다. 1960년대와 1970년대에 영국에서 나온 가장 잘 알려진 밴드들 중 다수는 한때 블루스브레이커스를 통해 들어온 멤버들을 가지고 있었으며, 여전히 클래식 록 라디오에 많이 등장하는 브리티시 블루스 음악의 기초를 형성했다. 블루스브레이커스에서 종신 재직권을 가진 사람들 중에는 에릭 클랩튼과 잭 브루스(나중에 크림으로 결성), 피터 그린, 믹 플리트우드, 존 맥비(플리트우드 맥을 결성할 사람), 믹 테일러(롤링 스톤스), 앤슬리 던바(프랭크 자파 그리고 마더스 오브 인벤션) 등 수많은 뮤지션들이 있다.

## 음반 목록
스튜디오 음반
- Blues Breakers with Eric Clapton (1966)
- A Hard Road (1967)
- Crusade (1967)
- Bare Wires (1968)
- Return of the Bluesbreakers (1985)
- Chicago Line (1988)
- A Sense of Place (1990)
- Cross Country Blues (1992)
- Wake Up Call (1993)
- Spinning Coin (1995)
- Blues for the Lost Days (1997)
- Padlock on the Blues (1999)
- Along for the Ride (2001)
- Stories (2002)
- Road Dogs (2005)
- In the Palace of the King (2007)

## 같이 보기
- 분류:존 메이올 & 더 블루스브레이커스의 음반
- 마셜 블루스브레이커